# Asparagopsis
Asparagopsis — рід червоних водоростей родини Bonnemaisoniaceae. Містить 3 види.

## Поширення
Космополітичний рід. Поширений у помірних, тропічних та субтропічних морях по всьому світі.

## Види
- Asparagopsis armata Harvey, 1855
- Asparagopsis svedelii W.R. Taylor, 1945
- Asparagopsis taxiformis (Delile) Trevisan de Saint-Léon, 1845